# Jaroslavické komory
Jaroslavické komory este o arie protejată (arie specială de conservare — SAC, sit de importanță comunitară — SCI) din Republica Cehă întinsă pe o suprafață de 0,98 ha, integral pe uscat.

## Localizare
Centrul sitului Jaroslavické komory este situat la coordonatele 48°45′43″N 16°14′27″E / 48.761944°N 16.240833°E.

## Înființare
Situl Jaroslavické komory a fost declarat sit de importanță comunitară în mai 2016 pentru a proteja un număr necunoscut de specii din flora spontană și fauna sălbatică aflate în arealul zonei. Situl a fost protejat și ca arie specială de conservare în decembrie 2018.

## Biodiversitate
Situată în ecoregiunea panonică, aria protejată conține 1 habitat natural: Ape stătătoare oligotrofe până la mezotrofe, cu vegetație de Littorelletea uniflorae și/sau de Isoëto-Nanojuncetea.
La baza desemnării sitului se află un număr nedeclarat de specii protejate.